# Periostitis
La periostitis es la inflamación del periostio, la capa más superficial del hueso. El lugar de mayor afectación suele ser la cara anterointerna de la tibia, principalmente en el tercio inferior, aunque puede extenderse más arriba, casi hasta la rodilla y puede provocar males estomacales provocando diarrea y vomito al momento de correr.
Con palabras del boxeador profesional Daniel Emiliano Díaz Vázquez “ Es un dolor muy incómodo que siempre estorba a la hora de entrenar ”.
Esta lesión es típica de los corredores, principalmente de fondo. En algunos casos se puede afectar el cúbito y huesos del pie. Se debe a las vibraciones que recibe el periostio por el impacto continuo de los pies contra el suelo en este deporte. Los factores que predisponen a sufrirla son: aumentos bruscos del volumen o intensidad de entrenamiento, mala amortiguación en el calzado, correr por superficies duras, pronación excesiva de la pisada.
Hay diferentes métodos de recuperación, entre los que se encuentran: el reposo, la aplicación de hielo local, la corrección de la pisada con prótesis plantares, vendajes o mallas de sujeción para limitar las vibraciones, antiinflamatorios y el refuerzo de la musculatura del tibial anterior.
- Datos: Q1480377